# José Torres Padilla
José Torres Padilla (San Sebastián de La Gomera, 25 de agosto de 1811 – Sevilla, 23 de abril de 1878) fue un sacerdote español que contribuyó en la fundación de la Compañía de la Cruz.

## Biografía

### Primeros años
Su padre fue Francisco de Torres Bauta (natural de Guía de Isora, Tenerife) y su madre María Josefa Padilla y Cabeza (nacida en San Sebastián de La Gomera). Contrajeron matrimonio en la Iglesia de la Asunción de San Sebastián de La Gomera el 13 de noviembre de 1803. La pareja tuvo cuatro hijos: María del Carmen, el 11 de julio de 1805; Pedro José, el 29 de junio de 1808; José Francisco Luis de los Dolores, el 25 de agosto de 1811; y Francisco Atanasio, el 2 de mayo de 1814. Todos fueron bautizados en la Iglesia de la Asunción del municipio, siendo José bautizado el 31 de agosto de 1811.
La familia era de clase media. El padre, Francisco de Torres, era agricultor, fue comisario elector en las elecciones de 1807 y administrador de la cilla. El padre señalaba las tierras de labranza de su propiedad con tres cruces para dedicar una parte al culto de la Iglesia, otra a los pobres y otra al sustento de la familia.
José Torres fue muy devoto de la Virgen de Guadalupe, patrona de La Gomera, que se encontraba en su ermita y cada cinco años era situada en la Iglesia de la Asunción. En vida de José Torres, cuatro familiares suyos fueron mayordomos de la Virgen de Guadalupe de la villa.
El padre aleccionaba a sus hijos por la noche sobre el camino a la salvación y la caridad con los pobres. José Torres repetía a menudo que tenía que dar gracias a Dios por haber tenido tan buenos cristianos como padres.
Cuando era niño la madre le preguntó José Torres qué oficio quería tener. Él contestó que quería aprender el oficio "de los que no se condenaban". Luego José le preguntó a sus padres si los sacerdotes se condenaban y estos le contestaron que no, porque eran santos. Entonces él respondió "yo quiero ser sacerdote, porque lo que importa es no condenarse". Tras esto su madre le puso en casa un oratorio con un pequeño altar. Los padres le dijeron que para ser sacerdote era preciso estudiar mucho para conocer más a Dios.
José Torres recibió enseñanza escolar en el convento franciscano de los Santos Reyes en la villa, que fue desamortizado en 1836.
Con cinco o seis años se cayó a un pozo que había en la escuela. Sin darse cuenta cómo, logró salir a la superficie del agua y empezó a escalar por las paredes del pozo. Finalmente, un profesor le ayudó a salir. El sacerdote José María León, que convivió con Torres Padilla en 1862, interpretó este hecho que le contó como una especial providencia de Dios. Sin embargo, Torres padeció una enfermedad de estómago crónica a partir de entonces.
El 31 de marzo de 1821 el padre enfermó. La madre enfermó de la impresión y murió a las pocas horas. El padre, sin saber que su esposa había muerto, falleció también el 1 de abril de ese año. La hermana de su madre, Paula Padilla Cabeza, casada con José Méndez Manrique y que vivía también en San Sebastián de La Gomera, se hizo cargo de los cuatro hijos.
José Torres se confirmó el 3 de junio de 1827.
En septiembre de 1827 fue a estudiar a San Cristóbal de La Laguna, en la isla de Tenerife. Durante su estancia en este municipio estuvo residiendo en el Convento de Santo Domingo de Guzmán. En 1829 se examinó con éxito de Latín en la Universidad Literaria de San Fernando y el 18 de octubre del mismo año comenzó a estudiar Humanidades en este centro hasta junio de 1830. En este tiempo recibió enseñanzas sobre poetas latinos, Retórica y Poética. El 18 de octubre de 1830 se matriculó el Filosofía en esta universidad pero el centro fue cerrado por Real Orden el 18 de noviembre. Luego estudió privadamente Lógica y Matemáticas. Por Real Decreto se concedió aprobar los cursos privados presentando un certificado del profesor o licenciado que los hubiese impartido. Se dirigió a la Inspección General de Estudios, que el 31 de agosto de 1832 dio orden para que el Regente de la Audiencia de Canarias nombrase examinadores para él. Todos los examinadores (Domingo Laviñón, Domingo Bello y Francisco Casañas) eran catedráticos de la Universidad de San Fernando extinguida. Torres Padilla fue examinado con éxito de Lógica y Matemáticas el 7 de marzo de 1833.
Buenaventura Padilla y Cabeza, primo segundo de su madre, fue sacerdote y catedrático de rudimentos en el seminario de Las Palmas de Gran Canaria. Cuando José Torres Padilla y su primo José Francisco Trujillo y Padilla llegaron a Tenerife, Buenaventura era beneficiado de la Iglesia de la Concepción del municipio tinerfeño de La Orotava y, posiblemente, prestó atención a la formación de sus sobrinos.

### En Sevilla
Decidió continuar sus estudios en Sevilla. Embarcó y llegó a Cádiz el 24 de septiembre de 1833, pero no pudo desembarcar y continuar porque una epidemia de cólera estaba azotando Sevilla, Cádiz y Málaga. Decidió dirigirse a Valencia, a donde llegó el 1 de noviembre. Estudió el segundo curso de Filosofía, en el que se enseñaba Física, en la Universidad de Valencia. El curso concluyó el 24 de mayo de 1834 por acontecimientos políticos. José Torres fue examinado con éxito. El 27 de mayo embarcó con destino a Sevilla, donde había finalizado la epidemia. El barco estuvo a punto de naufragar frente a las costas de Málaga.
Cuando llegó a Sevilla se alojó en el Convento de los Terceros Franciscanos. Llevaba dos cartas de recomendación. Una era para el sacerdote y catedrático sevillano Manuel María del Mármol. Otra era para el tinerfeño Cristóbal Bencomo y Rodríguez, arzobispo de Heraclea, que tras haber sido confesor de Fernando VII se había instalado en Sevilla en 1822, donde moriría el 15 de abril de 1835. Mármol y Bencomo ayudaron a Torres a continuar sus estudios.
José Torres Padilla se matriculó en la Universidad de Sevilla para estudiar el tercer curso de Filosofía, donde se enseñaba Ética y Metafísica, aprobando el junio de 1835. Tras esto, pidió las dimisorias al obispo de Tenerife para poder ser sacerdote. El 28 de junio el cardenal arzobispo de Sevilla Francisco Javier Cienfuegos Jovellanos le confirió a Torres la tonsura clerical.
Posteriormente, el cardenal Cienfuegos, que estaba siendo represaliado políticamente, no pudo ordenar a Torres. Se limitó a darle dimisorias para el obispo de Cádiz, Domingo de Silos Moreno, que le ordenó de las cuatro órdenes menores y del subdiaconado el 18 de septiembre de 1835. Tras esto, el 19 de diciembre de 1835, pudo ser ordenado diácono por el cardenal Cienfuegos. El 27 de febrero de 1836 el cardenal Cienfuegos le ordenó sacerdote. Torres dio su primera misa el 8 de marzo de 1836.
El 13 de octubre de 1835, siendo subdiácono, fue asignado a la Iglesia de San Marcos de Sevilla.
Gracias al legado patrimonial que le dejó Bencomo, Torres pudo continuar sus estudios en la Universidad de Sevilla hasta 1841. José María Soto le impartió enseñanzas en la clase de Lugares Teológicos y Fundamentos de la Religión. Obtuvo un sobresaliente por su disertación de una hora sobre la infalibilidad del romano pontífice. Cursó Teología, Historia Eclesiástica, Sagrada Escritura, Hebreo, Moral y Teología Pastoral. Todo ello le valió ser bachiller en Teología con sobresaliente en todas las asignaturas.
El 19 de octubre de 1842 el gobernador eclesiástico del arzobispado (ya que el cardenal Cienfuegos se encontraba exiliado) le nombró catedrático de Sagrada Teología en el Seminario de San Francisco Javier de Sanlúcar de Barrameda. Empezó a ejercer en esta función el 4 de noviembre. El rector de este seminario desde su fundación en 1831 fue el sacerdote Juan Antonio de Vargas y Madueño. Sin embargo, este seminario fue cerrado en 1842.
Entre sus devociones estaban el rosario, el viacrucis, la eucaristía y san José. El 1 de marzo de 1846 fue aceptado como hermano de la Real Congregación de Luz y Vela al Santísimo Sacramento. Dentro de la congregación tuvo los cargos de diputado de la Junta de Gobierno y de diputado clavero entre 1846 y 1848.
El 15 de diciembre de 1857 Torres fue escogido catedrático de Historia, Disciplina Eclesiástica y Patrología para el Seminario Conciliar de San Isidoro y San Francisco Javier de Sevilla. Este seminario fue inaugurado el 1 de octubre de 1858 en el edificio que ocupó el antiguo Colegio de Santa María de Jesús, fundado en el siglo XVI por Rodrigo Fernández de Santaella. Los alumnos la apreciaban por sus conocimientos y sus explicaciones.
El 2 de agosto de 1860 fue nombrado párroco de la Iglesia de San Marcos de Sevilla.
No se olvidó de la Iglesia de la Asunción de San Sebastián de la Gomera, a la que donó en 1860 dos copias de Murillo que representan a la "Santísima Virgen y San Agustín" y a la "Virgen con el Niño".[cita requerida]
El 7 de enero de 1866, en la apertura de un curso académico del seminario atrasado por una epidemia de cólera, Torres pronunció una conferencia sobre la importancia de los estudios teológicos.
El 8 de enero de 1868 el nuncio Lorenzo Barili pidió información sobre Torres para su posible nombramiento como obispo, siendo valorado para ello de forma muy favorable.
En los últimos meses de 1868 el nuncio Lorenzo Barili nombró a Torres teólogo consultor para la Comisión de Disciplina Eclesiástica del Concilio Vaticano I. El 20 de septiembre de 1870 Roma fue ocupada por tropas de Víctor Manuel II y el papa perdió el control de su territorio. El 20 de octubre de 1870 el papa Pío IX interrumpió el concilio y los participantes debieron regresar a sus respectivas diócesis.
El 25 de septiembre de 1871 el cardenal arzobispo de Sevilla Luis de la Lastra y Cuesta nombró a Torres canónigo de la Catedral de Sevilla, tomando este posesión del cargo el 29 de septiembre.
El 5 de junio de 1873 el nuncio Alessandro Franchi propuso a Torres como obispo de Orense pero el gobierno pero la lista de obispos propuestos no fue bien recibida por el Gobierno de Emilio Castelar, evitando así que este sacerdote llegase al episcopado.
Según la hermana de la Cruz Adelaida de Jesús, que le conoció personalmente, Torres era director espiritual de muchas personas en diversos lugares de España por carta y las confesaba un par de veces al año, yendo a verlas o cuando estas personas acudían a Sevilla. Adelaida menciona lugares como Ávila, Madrid, Manzanares, Andújar, Córdoba, Cádiz, Sanlúcar de Barrameda, El Puerto de Santa María, Jerez de la Frontera y Utrera. Consta que tenía licencia para confesar fuera de la diócesis sevillana en las diócesis de Badajoz, Burgos, Cádiz, Málaga, Granada, Canarias, Plasencia, Jaén, Barcelona, Córdoba, Teruel, Ciudad Real, Ávila y Santander.
En Sevilla se le llamaba popularmente el «Santero» porque tenía fama de santidad y hacía santas a las personas que dirigía. Entre las personas que dirigió espiritualmente destacaron la dominica Bárbara de Santo Domingo, recordada por sus frecuentes visiones místicas y en proceso de beatificación; la cisterciense Ángela de Jesús, considerada como muy virtuosa y de quien se dice que tuvo los dones de la profecía y de la ciencia infusa; la mercedaria descalza María Florencia Trinidad (Madre Sacramento) a la que le aparecían estigmas corporales y relataba visiones de la pasión de Jesucristo; y Ángela de la Cruz, canonizada por Juan Pablo II en 2003. Con esta última colaboró en la fundación de las Hermanas de la Cruz.
También se destacó como predicador y jamás aceptaba dinero por sus sermones, porque pensaba que el interés corrompería la gracia de Dios y evitaría que sus palabras llegasen al público.
Realizaba numerosas obras de caridad, hasta el punto en que tenía problemas para pagar sus gastos propios. Ponía especial atención en ayudar económicamente a los conventos pobres, a los seminaristas, a las jóvenes en peligro de caer en la prostitución, a las viudas, a los presos y a los hospitales.
El 6 de diciembre de 1877 Torres fue nombrado visitador de la Catedral de Sevilla, junto con el deán Cristóbal Ruiz Canela y el canónigo Antonio Rodríguez Montero. También fue nombrado examinador sinodal en distintas ocasiones por los obispos de Sevilla, Zaragoza, Teruel, Santander, Ciudad Real y Jaén.
Ayudó a restaurar el altar de Nuestra Señora de la Alcobilla de la Catedral de Sevilla.[cita requerida]

### Colaborador en la fundación de las Hermanas de la Cruz
En 1862 Ángela Guerrero González era una empleada en el taller de confección de calzado de Antonia Maldonado. Era una joven de 16 años de gran devoción y decía tener experiencias milagrosas. Antonia Maldonado recurrió al sacerdote José Torres Padilla, que decidió conocerla. La primera indicación que le dio a Ángela fue que regulase sus penitencias para no perjudicarse. También le ayudó a realizar obras de misericordia con pobres y enfermos.
Cuando Ángela tenía 19 años José Torres le escribió una carta de presentación para que entrase en el convento de carmelitas descalzas de Sevilla. Sin embargo, la comunidad del convento decidió no admitirla por considerarla muy débil.
Tras este revés, José Torres le recomendó que entrase en las Hijas de la Caridad de San Vicente de Paúl, que realizaban su labor en el Hospital Central de Sevilla. Ángela se presentó ante la superiora y fue admitida. Sin embargo, Ángela enfermó padeció una enfermedad persistente del estómago y tuvo que abandonar la congregación.
Por entonces Torres se encontraba en Roma en el Concilio Vaticano I. Ángela regresó la casa familiar, donde recobró la salud, y prosiguió con su labor en el taller de calzado, con su devoción y con sus obras de caridad.
Ángela empezó a tener sus propios planes y José Torres, que había regresado de Roma, le dijo que los escribiese. Entonces Ángela empezó a gestar la Compañía de la Cruz, una congregación pobre para socorrer, visitar e instruir a los pobres.
En 1872 Sacramento, una monja mercedaria del convento de San José de Sevilla, tuvo después de comulgar una visión de una joven que era coronada con rosas por ángeles y escuchó "Esta es Angelita". Le contó su experiencia a José Torres, que dijo que le mandaría a Ángela para ver si era la de la visión. Primero, envió a un par de mujeres que no eran ella y Sacramento dijo que la joven de la visión no era ninguna de las dos. Finalmente, mandó a la auténtica Ángela y Sacramento la reconoció.
En marzo de 1873 Ángela dijo haber vivido un estado del alma de gran elevación mística. Desde entonces, con permiso de su director espiritual, pasó a firmar como Ángela de la Cruz.
En 1873 Ángela le pidió a Torres Padilla formular votos perpetuos el día de la Inmaculada para consagrarse a Dios para siempre. Torres dio su aprobación.
En 1875 Torres Padilla le dijo a Ángela que había llegado el momento de comenzar con sus planes, que eran un proyecto de Dios. Entonces Ángela abandonó el taller de calzado y fundó la primera comunidad de hermanas de la Cruz en el número 13 de la calle San Luis de Sevilla.
El 2 de agosto de 1875 Torres celebró una misa fundacional con las primeras hermanas de la Cruz en la iglesia del convento de Santa Paula de Sevilla, de monjas jerónimas.
Las hermanas de la Cruz se trasladaron más adelante al número 8 de la calle Hombre de Piedra, cerca de la Iglesia de San Lorenzo, donde era párroco Marcelo Spínola.
En la Navidad de 1875 Torres dispuso que las cinco hermanas de la Cruz que había vistiesen un hábito propio, diseñado por Ángela.
José Torres Padilla no pudo redactar las constituciones de la Compañía de la Cruz, porque su enfermedad y muerte se lo impidieron, pero sí tomó los apuntes realizados por Ángela de la Cruz y anotó correcciones y mejoras que luego se aplicaron.
El 2 de febrero de 1876 se dirigió al cardenal arzobispo de Sevilla, Luis de la Lastra y Cuesta, para hablarle de la nueva fundación. El cardenal la aprobó el 3 de abril de 1876 pero le pidió que presentase las reglas o estatutos de la misma obtener aprobación de la Santa Sede.
El 30 de mayo de 1876 Torres se dirigió al gobierno civil para que la Compañía de la Cruz fuese una asociación legal. Esto fue aprobado el 2 de junio de 1876.
El 7 de junio de 1876 se consiguió autorización de la Santa Sede para tener un oratorio con la eucaristía en la casa de la congregación. Torres se lo comunicó a Ángela y al resto de hermanas de la Cruz.
El 11 de junio de 1876 la comunidad se trasladó a la calle Lerena, número 3.
Torres recibió solicitudes para que hubiera nuevas fundaciones en Utrera, Huelva y Ayamonte. El sacerdote respondió que no era posible, por falta de vocaciones. El marqués de Casa-Ulloa insistió a Torres y pidió que fueran un par de hermanas a ver la casa que les tenía preparada en Utrera e hicieran recomendaciones de cómo adaptarla. Un posterior aumento en el número de hermanas posibilitó que, el 16 de julio de 1877, se fundase la casa de Utrera.
En 1878 una hermana de la Cruz, Pura, enfermó de tuberculosis y el médico le recomendó una temporada en la sierra. Ángela de la Cruz dispuso que las hermanas de la Cruz Pura y Adelaida de Jesús fuesen a la casa familiar de Adelaida en Jimena de la Frontera. Sin embargo, al ver a la enferma la familia actuó con disgusto por temor a contagiarse y mandaron a las dos monjas al convento de la Victoria del pueblo. El vicario  encargó a su auxiliar, el sacerdote José María Álvarez Delgado, que sirviese de capellán a las dos mujeres. Torres escribió a Álvarez para agradecerle sus servicios y empezó una relación epistolar entre ambos. Torres, que veía cerca su muerte, consideró que Álvarez podría ser un sustituto ideal a cargo de la Compañía de la Cruz.
Torres escribió a Álvarez que se encontrase con él en Sevilla. El sacerdote de Jimena de la Frontera acudió con su hermana, María de los Ángeles, que quería ser de la Compañía de la Cruz. Torres le expuso al otro sacerdote todos los detalles y este aceptó ser su sucesor a cargo de la congregación. Álvarez se marchó de nuevo para traerse a su madre del pueblo y para tratar con su obispo su decisión. Cuando Álvarez regresó a Sevilla, Torres estaba ya moribundo.

## Muerte y sepultura
José Torres Padilla murió el 23 de abril de 1878 en una casa del callejón de Santa Marta, número 2. Muchos sevillanos pasaron por la capilla ardiente instalada en su casa y dejaron muchas flores sobre su cuerpo que algunos se llevaron como reliquias. El 24 de abril el cuerpo fue trasladado a la Capilla de San Sebastián, del cabildo catedralicio, donde también fue expuesto para quien quisiera pasar a venerarlo. Álvarez ofició una misa en presencia de todas las hermanas de la Cruz. El 25 de abril el cuerpo fue enterrado en un nicho del cementerio de San Sebastián.
Las hermanas de la Cruz querían tener el cuerpo de Torres en su capilla. El 30 de abril de 1883 el cuerpo fue trasladado del cementerio de San Sebastián a la capilla de la casa madre de la Compañía de la Cruz, que entonces estaba en el número 12 de la calle Cervantes de Sevilla. El notario Antonio Abril Garrido dejó testimonio del hecho en una nota adherida al ataúd. El texto de la lápida de mármol fue escrito por el sacerdote y chantre Cayetano Fernández Cabello. El 21 de mayo de aquel año se celebró una misa por Torres en la capilla de la casa madre, con la asistencia de Marcelo Spínola, obispo de Milo.
El 30 de noviembre de 1887 los restos de Torres fueron trasladados por el sacerdote José Rodríguez Soto, por entonces director espiritual de las hermanas de la Cruz, a otro sepulcro en la nueva casa madre de la congregación en la calle Alcázares de Sevilla, hoy nombrada como Santa Ángela de la Cruz. Las hermanas de la Cruz se trasladaron al nuevo edificio el 3 de diciembre del mismo año.
El 23 de abril de 2024 se llevó a cabo una exhumación de los restos en la que estuvieron presentes el arzobispo de Sevilla, José Ángel Saiz Meneses, los obispos auxiliares Teodoro León Muñoz y Ramón Valdivia Jiménez y la superiora de la Compañía de la Cruz, Reyes de la Cruz. El objetivo era reconocer los restos y tomar reliquias. El 13 de agosto de 2024 el cuerpo fue trasladado, en presencia del arzobispo y los obispos auxiliares, desde la capilla de los Dolores del templo de la casa madre de la Compañía de la Cruz a la capilla Sacramental, donde también están los cuerpos de santa Ángela de la Cruz y santa María de la Purísima.

## Reconocimientos
En octubre de 1928 se le dio su nombre a una calle de Sevilla. En octubre del 2008 se descubrió una estatua de bronce en su honor en San Sebastián de La Gomera.

## Proceso de canonización
En mayo de 2012 la Asamblea Ordinaria de los Obispos del Sur de España da su aprobación para la apertura de su Causa de Canonización. En la Parroquia del Sagrario de la Catedral de Sevilla Juan José Asenjo Peregrina, arzobispo de Sevilla, abrió el proceso de beatificación y canonización de José Torres Padilla el 5 de mayo de 2014; esta sesión de apertura contó con la presencia de las Hermanas de la Cruz y la asistencia de fieles procedentes de Andalucía y de Canarias y en ella se nombró la comisión delegada que interviene en la instrucción de la causa.
Fue distinguido por la Iglesia católica como «Venerable», por el papa Francisco, quien firmó el decreto que reconoce las virtudes heroicas del Siervo de Dios el 21 de mayo de 2022; y el 14 de marzo de 2024 el decreto que reconoce un milagro obtenido a través de su intercesión.
Fue beatificado por el cardenal Marcello Semeraro, prefecto del Dicasterio para las Causas de los Santos, enviado por el papa Francisco, el 9 de noviembre de 2024 en la catedral de Sevilla.